# 尚長貴
尚長貴，京劇琴師，工月琴，北京市戲曲學校和中國戲曲學院客座教授、一级演員。
1959年參加北京京劇團（現在的北京京劇院）音樂工作，向何順信等先生學習京劇音樂藝術，以與張君秋劇組的合作見知於世。
他參加了樣板戲《沙家浜》的集體創作。